# Еркомайшвили, Александр
Александр Еркомайшвили (груз. ალექსანდრე ერქომაიშვილი, 12 декабря 1887 — 1937) — грузинский и советский партийный и государственный деятель.
Ректор Тбилисского государственного университета (1931—1932).

## Биография
Учился в Тифлисском коммерческом училище, где приобщился к революционному движению. Участвовал в революции 1905—1907 гг.
В 1907—1917 годах был сослан в город Красноярск. После Февральской революции 1917 года стал председателем Красноярского Совета рабочих и солдатских депутатов. В мае 1917 года вернулся в Грузию.
С установлением советской власти занимал ряд должностей в наркомате продовольствия Грузинской Советской Социалистической Республике, директор Финансового института Закавказья. С 1931 по 1932 год — ректор Грузинского педагогического института (так тогда назывался реорганизованный Тбилисский университет).
Репрессирован в 1937 году.